# Juliette (canção)
Juliette (em coreano: 줄리엣) é o primeiro single do EP Romeo, do boy group sul-coreano Shinee. A canção é um remake instrumental de "Deal with It" do cantor Corbin Bleu.
A versão coreana de "Juliette", foi lançada como single digital em 17 de maio de 2009. A letra da canção foi escrita por Jonghyun e Minho, membros do grupo.
O single alcançou a posição #39 no gráfico semanal da Oricon e permaneceu na parada por três semanas consecutivas.

## Vídeo musical
Um teaser do vídeo da música foi lançado em 15 de maio de 2009, seguido pelo lançamento do vídeo completo da música dois dias depois. Krystal Jung, integrante do f(x), fez uma aparição no vídeo da música. A vídeo de dança da música foi lançado pela SM Entertainment em seu canal oficial no YouTube em 10 de junho de 2009. Rino Nakasone fez a coreografia da musica. Rino também coreografou danças de outros singles do Shinee incluindo  Replay e Lucifer.

## Versão japonesa
Juliette foi lançada em 29 de agosto de 2011 como segundo single japonês com canção a original em japonês "Kiss Kiss Kiss" como um B-side. Foi lançada em três versões, uma edição limitada tipo A inclui um DVD bônus, um crachá para MP3 player, incluindo a canção "Juliette", e um livro de fotos com 68 páginas. Também contém um cartão de negociação selecionados aleatoriamente a partir de cinco tipos e digipak. A edição limitada tipo B também como o tipo A, mas menos de um tocador de MP3 e uma edição normal inclui um DVD bônus e um livro de fotos com 44 páginas.

### Promoções
Shinee promoveu a versão japonesa de Juliette em programas como "Music Japan", "Music Fair", e "Music Station". Eles também tocaram a versão japonesa de Juliette pela primeira vez na SMTown Live '10 World Tour no Tokyo Dome. "Kiss Kiss Kiss" foi cantada pela primeira vez, ao vivo no "Odaiba Mezamashi Live" transmitido no dia 13 de setembro de 2012.

### Vídeo musical
Em 18 de julho de 2011, a EMI Music Japan revelou o teaser para o vídeo da versão japonesa de "Juliette" através de seu canal oficial no YouTube. O vídeo completo da música foi lançado em 8 de agosto de 2011, através do mesmo canal. A atriz, Go Ara, fez uma aparição no vídeo da música. O vídeo da música contou com a mesma dança do vídeo da versão coreana, coreografada por Rino Nakasone da SM Entertainment.

### Lista de faixas
| N.º | Título                                            | Duração |  |
| 1.  | "Juliette"                                        | 3:28    |  |
| 2.  | "Kiss Kiss Kiss"                                  | 3:33    |  |
| 3.  | "Juliette" (versão em coreano) (edição limitada)  | 3:28    |  |
| 4.  | "Kiss Kiss Kiss" (Instrumental) (edição limitada) | 3:33    |  |

| DVD (edição limitada A) |                                                 |         |  |
| N.º                     | Título                                          | Duração |  |
| 1.                      | "Juliette" (Music Video)                        |         |  |
| 2.                      | "Juliette" (Dance Version Music Video (Type A)) |         |  |
| 3.                      | "Juliette" (Teaser)                             |         |  |

| DVD (edição regular B) |                                                 |         |  |
| N.º                    | Título                                          | Duração |  |
| 1.                     | "Juliette" (Music Video)                        |         |  |
| 2.                     | "Juliette" (Dance Version Music Video (Type B)) |         |  |
| 3.                     | "Juliette" (Teaser)                             |         |  |

| DVD (edição regular) |                                          |         |  |
| N.º                  | Título                                   | Duração |  |
| 1.                   | "Juliette" (Music Video)                 |         |  |
| 2.                   | "Juliette" (Jacket Shooting Sketch)      |         |  |
| 3.                   | "Juliette" (Music Video Shooting Sketch) |         |  |
| 4.                   | "Juliette" (Teaser)                      |         |  |

### Desempenho nas paradas

#### Oricon Chart
| Laçamento            | Oricon Chart          | Posição | Vendas de estreia | Total de vendas |
| -------------------- | --------------------- | ------- | ----------------- | --------------- |
| 29 de agosto de 2011 | Daily Singles Chart   | 1       | 53,789            | 73,147+         |
| 29 de agosto de 2011 | Weekly Singles Chart  | 3       | 53,789            | 73,147+         |
| 29 de agosto de 2011 | Monthly Singles Chart | 7       | 53,789            | 73,147+         |
| 29 de agosto de 2011 | Yearly Singles Chart  | 107     | 53,789            | 73,147+         |